# ATP Challenger Dobritsch
Das ATP Challenger Dobritsch (offizieller Name: Izida Cup) war ein Tennisturnier in Dobritsch, Bulgarien, das 2024 zweimal ausgetragen wurde. Es war Teil der ATP Challenger Tour und wurde im Freien auf Sand gespielt.

## Liste der Sieger

### Einzel
| Jahr     | Sieger               | Finalgegner | Ergebnis      |
| -------- | -------------------- | ----------- | ------------- |
| 2024 (2) | Guy den Ouden        | Jelle Sels  | 6:2, 6:3      |
| 2024 (1) | Juan Bautista Torres | Iwan Gachow | 5:7, 6:0, 7:5 |

### Doppel
| Jahr     | Sieger                             | Finalgegner                         | Ergebnis          |
| -------- | ---------------------------------- | ----------------------------------- | ----------------- |
| 2024 (2) | Liam Draxl Cleeve Harper           | Francesco Maestrelli Filippo Romano | 6:1, 3:6, [12:10] |
| 2024 (1) | Alexander Merino Christoph Negritu | Victor Vlad Cornea Ergi Kırkın      | 6:4, 6:2          |